# NGC 7768
NGC 7768 је елиптична галаксија у сазвежђу Пегаз која се налази на NGC листи објеката дубоког неба.
Деклинација објекта је + 27° 8' 52" а ректасцензија 23h 50m 58,4s. Привидна величина (магнитуда) објекта NGC 7768 износи 12,3 а фотографска магнитуда 13,3. Налази се на удаљености од 73,094 милиона парсека од Сунца. NGC 7768 је још познат и под ознакама UGC 12806, MCG 4-56-18, CGCG 477-19, PGC 72605.